# Piuma di pavone
La Piuma di pavone era l'onorificenza più alta dell'Impero cinese.

## Storia
Così come per la Piuma blu, l'onorificenza della Piuma di pavone aveva origini antichissime e sconosciute. Il suo conferimento rappresentava un riconoscimento di uno status particolare di fedeltà tributata all'Imperatore più che una vera e propria decorazione ordinaria.
Essa era la massima onorificenza dell'Impero e poteva essere concessa a cinesi e stranieri per atti eccezionali di distinzione al servizio dell'Imperatore, della Cina e del popolo cinese.
Dalla caduta della dinastia Qing, nel 1912, l'onorificenza può essere data in modo privato dai pretendenti della monarchia cinese Qing. Dal 10 aprile 2015 l'attuale capo dell'onorificenza, pretendente al trono cinese e capo della Dinastia Asin Gioro (anche se lui stesso non considera il reclamo né lo riconosce) cinese è il principe Jin Yuzhang, nato nel maggio 1942, figlio del principe Jin Youzhi (21 settembre 1918 – 10 aprile 2015), che fu scelto (in quanto figlio "preferito") come nuovo capo della dinastia da Jin Youzhi (nato nel 1918 e morto nel 1997), che fu a sua volta scelto come principe ereditario di Pujie, fratello di Pu Yi (anche chiamato con il nome imperiale Xuantong), l'ultimo imperatore.

## Classi
L'Ordine era suddiviso in tre classi di benemerenza con diverse destinazione di concessione:
- Piuma di pavone con tre occhi (Principi di sangue, ufficiali e capi militari particolarmente distinti)
- Piuma di pavone con due occhi (in riconoscimento di servigi pubblici eccezionali)
- Piuma di pavone con un occhio (in riconoscimento di meriti particolari verso la comunità)

## Insegne
La medaglia consisteva in una piuma di pavone d'argento smaltata a colori da portarsi al collo. La decorazione era priva di nastro.